# Team Wiggins/Saison 2016
Dieser Artikel listet Erfolge und Fahrer des Radsportteams Wiggins in der Saison 2016 auf.

## Erfolge in der UCI Europe Tour
In den Rennen der UCI Europe Tour Saison 2016 der UCI Europe Tour gelangen die nachstehenden Erfolge.
| Datum    | Rennen                                           | Kat. | Fahrer          |
| -------- | ------------------------------------------------ | ---- | --------------- |
| 3. April | 3a. Etappe Triptyque des Monts et Châteaux (EZF) | 2.2  | Jonathan Dibben |
| 22. Mai  | 4. Etappe Ronde de l’Isard                       | 2.2U | Scott Davies    |

## Erfolge bei den Nationalen Straßen-Radsportmeisterschaften
In den Rennen zu den Nationalen Straßen-Radsportmeisterschaften 2016 gelangen die nachstehenden Erfolge.
| Datum    | Rennen                                           | Fahrer             |
| -------- | ------------------------------------------------ | ------------------ |
| 23. Juni | Britische Meisterschaft – Einzelzeitfahren (U23) | Scott Davies       |
| 26. Juni | Irische Meisterschaft – Straßenrennen (U23)      | Michael O’Laughlin |

## Abgänge – Zugänge
| Zugänge                | Team 2015        | Abgänge                     | Team 2016 |
| ---------------------- | ---------------- | --------------------------- | --------- |
| Scott Davies           |                  | Ashley Dennis (bis 26. Mai) | Unbekannt |
| Ashley Dennis          | Catford CC-Banks | Chris Lawless               | Unbekannt |
| Kian Emadi (ab 6. Mai) |                  | Iain Paton                  | Unbekannt |
| Sam Harrison           | NFTO             |                             |           |
| Philip Hindes          |                  |                             |           |
| Liam Holohan           | Madison Genesis  |                             |           |
| Jake Kelly             |                  |                             |           |
| James Knox             | Zappi’s          |                             |           |
| Samuel Lowe            | Team Raleigh-GAC |                             |           |
| Michael O’Loughlin     |                  |                             |           |

## Mannschaft
| Teamkader 2016                            | Teamkader 2016     | Teamkader 2016         | Teamkader 2016                     |
| Name                                      | Geburtsdatum       | Land                   | Vorheriges Team                    |
| ----------------------------------------- | ------------------ | ---------------------- | ---------------------------------- |
| Steven Burke                              | 4. März 1988       | Vereinigtes Königreich |                                    |
| Mark Christian                            | 20. November 1990  | Vereinigtes Königreich | Team Raleigh-GAC (2014)            |
| Scott Davies                              | 5. August 1995     | Vereinigtes Königreich | Madison Genesis (2014)             |
| Ashley Dennis (1. Jan.–25. Mai)           | 4. Februar 1995    | Vereinigtes Königreich |                                    |
| Jonathan Dibben                           | 12. Februar 1994   | Vereinigtes Königreich | 100% me (2014)                     |
| Owain Doull                               | 2. Mai 1993        | Vereinigtes Königreich | An Post-ChainReaction (2014)       |
| Kian Emadi (6. Mai–31. Dez.)              | 29. Juli 1992      | Vereinigtes Königreich |                                    |
| Luc Hall                                  | 26. März 1995      | Vereinigtes Königreich |                                    |
| Sam Harrison                              | 24. Juni 1992      | Vereinigtes Königreich | NFTO (2015)                        |
| Philip Hindes                             | 22. September 1992 | Vereinigtes Königreich |                                    |
| Liam Holohan                              | 22. Februar 1988   | Vereinigtes Königreich |                                    |
| Jake Kelly                                | 17. Januar 1995    | Vereinigtes Königreich |                                    |
| James Knox                                | 4. November 1995   | Vereinigtes Königreich | Zappi Racing Team (2015)           |
| Christopher Latham                        | 6. Februar 1994    | Vereinigtes Königreich |                                    |
| Samuel Lowe                               | 20. Januar 1995    | Vereinigtes Königreich |                                    |
| Michael O'Loughlin                        | 14. Februar 1997   | Irland                 |                                    |
| Daniel Patten                             | 11. Juli 1986      | Vereinigtes Königreich |                                    |
| Daniel Pearson                            | 26. Februar 1994   | Vereinigtes Königreich | Zalf Euromobil Désirée Fior (2015) |
| Andrew Tennant                            | 9. März 1987       | Vereinigtes Königreich | Madison Genesis (2014)             |
| Michael Thompson                          | 8. Februar 1995    | Vereinigtes Königreich |                                    |
| Bradley Wiggins                           | 28. April 1980     | Vereinigtes Königreich | Team Sky (2015)                    |
|                                           |                    |                        |                                    |
| Quellen: ProCyclingStats Cycling Archives |                    |                        |                                    |